# 末本誠
末本 誠（すえもと まこと、1949年 - ）は教育学者。元日本社会教育学会会長。

## 人物
1949年、福井県生まれ。東京学芸大学卒業。東京大学大学院教育学研究科博士課程修了。東京大学助手。
1987年、神戸大学教育学部助教授、1998年から2004年まで同大学発達科学部教授、2005年同大学総合人間研究科教授、2006年から2007年まで同大学発達科学部教授、2007年人間発達環境学研究科教授、2008年から2014年まで同大学・同大学院人間発達環境学教授（大学院は2013年まで）、2015年から同大学人間発達環境学研究科名誉教授。
2015年9月より湊川短期大学の副学長・教授に就任し2016年4月より同短期大学の学長を2022年3月まで務めた。現在は、同短期大学の特任教授を務めている。
この他、サンテレビジョン番組審議委員会委員長をはじめ各種審議会の委員も歴任している。

## 主な著書
- 人生を想像する ライフストーリーによる社会教育の理論と実践の探求（福村書店、2022年）
- 沖縄のシマ社会への社会教育的アプローチ 暮らしと学び空間のナラティヴ（福村書店、2013年）
- 生涯学習と地域社会教育 新版（春風社、2010年）※旧版は2004年
- 生涯学習論 日本の「学習社会」(エイデル研究所、1996年)
- 地域と社会教育の創造（エイデル研究所、1995年）
- 社会教育基礎論 学びの時代の教育学 新版（エイデル研究所、1995年）※旧版は1991年

ほか